# Mykhailo Tyshko
Mykhailo Oleksiyovych Tyshko (ukrainien : Михайло Олексійович Тишко) est un escrimeur soviétique né le 15 janvier 1959 à Kharkiv (RSS d'Ukraine).

## Carrière
Mykhailo Tyshko participe à l'épreuve d'épée par équipe lors des Jeux olympiques d'été de 1988 à Séoul et remporte la médaille de bronze. Il se classe aussi vingt-sixième de l'épreuve individuelle de sabre.
Il est aussi sacré champion du monde en épée par équipes en 1987, médaillé d'argent par équipes aux Mondiaux 1986 et médaillé de bronze par équipes aux Mondiaux 1985 et 1990.